# ハラルト・モルス
ハラルト＝オットー・モルス（Harald-Otto Mors、1910年11月18日 - 2001年2月11日）は、ドイツの軍人。第二次世界大戦中は空軍の降下猟兵として任務にあたった。
ムッソリーニ救出作戦で降下部隊の大隊長を務めたことで知られる。

## 生涯
1943年9月12日に実施されたムッソリーニ救出作戦では、降下猟兵及び武装親衛隊からなるコマンド部隊の隊長として部隊を率い、グラン・サッソの山頂にグライダーで降下し、ベニート・ムッソリーニが幽閉されていたホテルへ突入してムッソリーニを救出、保護のために随行していた武装親衛隊のオットー・スコルツェニーに引き渡した。この功績により、同年9月26日にドイツ黄金十字章を授与されている。
1945年にモルスは西部戦線でB軍集団に従軍していた。しかしB軍集団はアメリカ軍第3軍にルール工業地帯で包囲され、3月には彼自身も捕虜となった。
戦後間もない1945年9月には解放された。再建されたドイツ連邦軍に入隊し、NATO軍の情報部に勤務した。最終階級は大佐。この間にグラン・サッソ襲撃に関する記録を残している。2001年にバイエルン州シュタルンベルクで死去した。

## ギャラリー
ムッソリーニ救出作戦に従事した際のモルス本人が写っている記録写真が残されている。

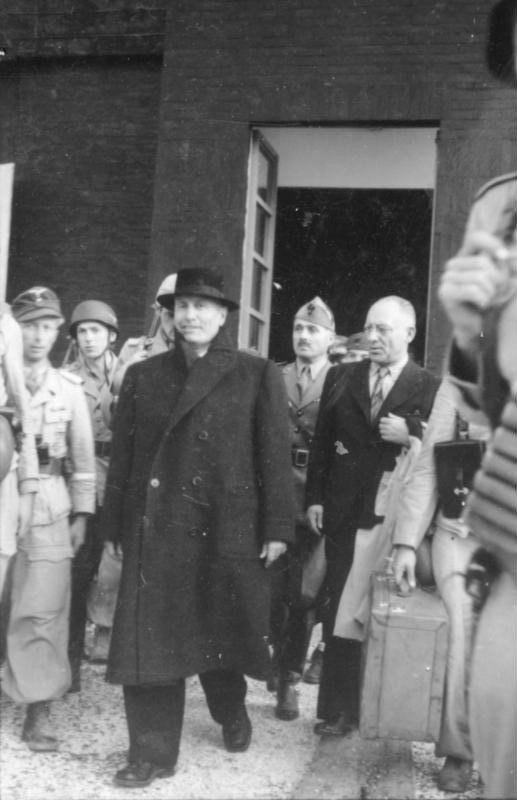
幽閉されていたホテルからムッソリーニとともに出てくるモルス
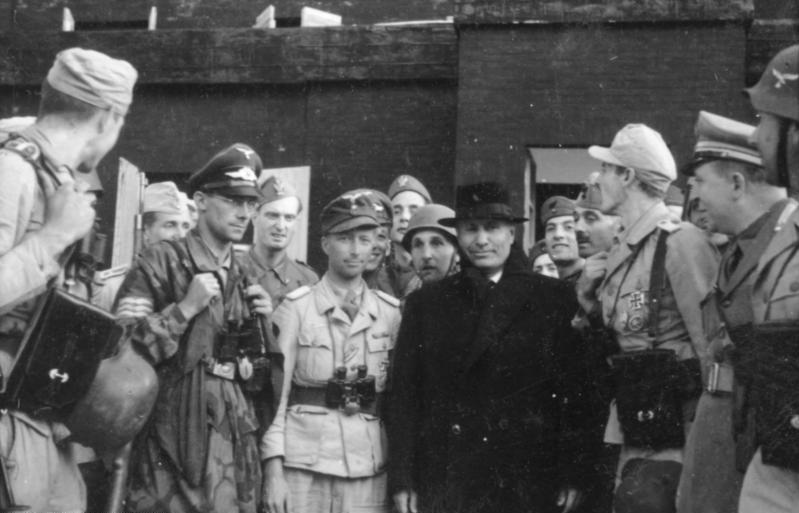
ホテル前での集合写真（ムッソリーニの隣がモルス）
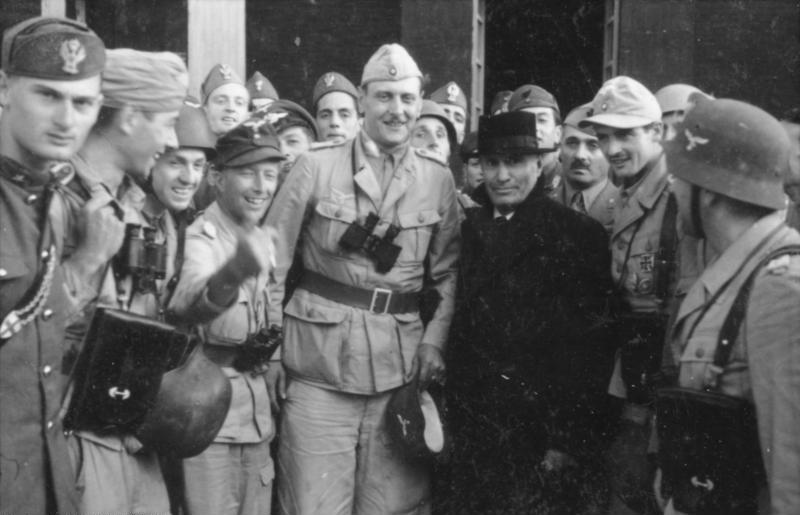
スコルツェニーを加えての集合写真、モルスはガッツポーズをとっている